# Enric Puig Punyet
Enric Puig Punyet (Mataró) es un escritor y filósofo español. Actualmente es profesor en la Universidad Abierta de Cataluña, ex- director de la fábrica de creación artística La Escocesa, y director en el período 2021-2025 de Arts Santa Mònica, en Barcelona.

## Biografía
Tras cursar estudios parciales de Física y Filosofía, se licenció en Filosofía en la Universidad Autónoma de Barcelona. Posteriormente se trasladó a París para realizar sus estudios de doctorado en la École Normale Supérieure y en el programa de formación de profesorado de la Universidad Paris-Sorbonne (Paris IV). Al regresar a España, se doctoró por la Universidad Autónoma de Barcelona, con una tesis titulada "Génesis y legitimación del pensamiento histórico".
Desde 2009 colabora activamente con diversos centros culturales e impulsa independientemente ensayos fílmicos y documentales. Fue colaborador en el Centro de Cultura Contemporánea de Barcelona, en donde llevó a cabo los ciclos "Universales Humanos" y "La transformación de la intimidad", en el Arts Santa Mònica de Barcelona y en AlhóndigaBilbao. Ahí colaboró en el macroproyecto inaugural "Proyecto Tierra" y dirigió el ciclo de cine "Ejes". Durante esa etapa es también profesor en la Universidad Autónoma de Barcelona, en el Institut d'Humanitats del CCCB y en la Casa Elizalde de Barcelona.
Una de sus principales líneas de estudio son las repercusiones sociales y culturales que ha acarreado la introducción de las nuevas tecnologías, especialmente de internet, en distintos entornos. Tras dos años de investigación sobre este tema, impulsó con Genís Cormand, periodista de Televisión de Cataluña, el congreso internacional Enter Forum, sobre internet y privacidad. Enter Forum tuvo lugar en 2014 en el CCCB y contó con la presencia de especialistas internacionales como Bernard Stiegler, Geert Lovink, Paula Sibilia, César Rendueles o Antoni Muntadas, entre otros.
En 2016 publicó La gran adicción. Cómo sobrevivir sin internet y no aislarse del mundo, ensayo híbrido que ha recibido grandes elogios y ha conseguido una notable repercusión entre los medios de comunicación. El libro analiza casos de "exconectados", término acuñado por Puig Punyet para describir a los usuarios de internet que en un momento de sus vidas han decidido desconectarse. A través de sus testimonios, el autor lleva a cabo una reflexión acerca de los usos sociales de internet y plantea la posibilidad de un uso más equilibrado de la red.
En 2017, continuando con su interés por internet y las nuevas tecnologías, publica en la editorial Clave Intelectual El Dorado. Una historia crítica de internet, en el que, en palabras de la periodista Imma Monsó, "el autor repasa la historia de las utopías que han fundamentado el advenimiento de la red, algo básico para entender el sustento ideológico de esa Tierra Prometida que ha pasado por distintas fases: desde la utopía del “todo gratis” y el “todo por el narcisismo” hasta la realidad que evidencia que todo el trabajo de los internautas enriquece ante todo al Imperio del Chip, del mismo modo que el jugador de casino, aunque lo pase en grande y a veces gane, favorece por encima de todo a la banca." Tal y como apunta Bernabé Sarabia en El Cultural "entender mejor una tecnología puntera que, como internet, condiciona nuestras vidas, es el logrado objetivo de estas páginas."
En junio de 2017, un jurado elige a Puig Punyet como director de La Escocesa, centro de baile barcelonés integrante del programa de Fábricas de Creación del Ayuntamiento de Barcelona.

### Libros
- 2015 - La cultura del ranking. Nacionalismos en la era de la globalización. Editorial Bellaterra.
- 2016 - La gran adicción. Cómo sobrevivir sin internet y no aislarse del mundo. Arpa.
- 2017 - El Dorado. Una historia crítica de internet. Clave Intelectual.

### Selección de artículos y capítulos en obras colectivas
- 2017 - "Para triunfar en Instagram limítate a copiar y... ¡sonríe!". El País. 15 de diciembre de 2017.
- 2016 - "Vivir desconectado". La maleta de Portbou, núm. 18.
- 2015 - "Comunidades desimaginadas, ¡la secesión es inútil!". La maleta de Portbou, núm. 12.
- 2015 - "El régimen pornográfico. La red en el ocaso de la ficción estructural". La maleta de Portbou, núm 9.
- 2012 - "Carta abierta al 21". 21 Le Mag. Diciembre 2012.
- 2010 - "Cuadernos de viaje", con Isaki Lacuesta. En Alhóndiga (ed.) Proyecto Tierra. Alberdania.
- 2010 - "Sensores". En Arts Santa Mònica (ed.) Mireya Masó. Antártida. Tiempo de cambio. Actar.